# 瓦倫西亞湖 (馬德雷德迪奧斯大區)
12°26′46″S 68°49′06″W / 12.446165°S 68.818337°W
瓦倫西亞湖（西班牙語：Lago Valencia），是秘魯的湖泊，位於該國東部馬德雷德迪奧斯大區，毗鄰與玻利維亞接壤的邊境，距離馬爾多納多港60公里，該湖泊長15公里、寬0.8公里。